# 麦卡莱斯特
麦卡莱斯特（McAlester）位於美國奧克拉荷馬州匹茲堡縣，是該縣的縣治，人口18,171人。這座城市的創建者是J·J·麦卡莱斯特，一位內戰時期的邦聯軍軍官。

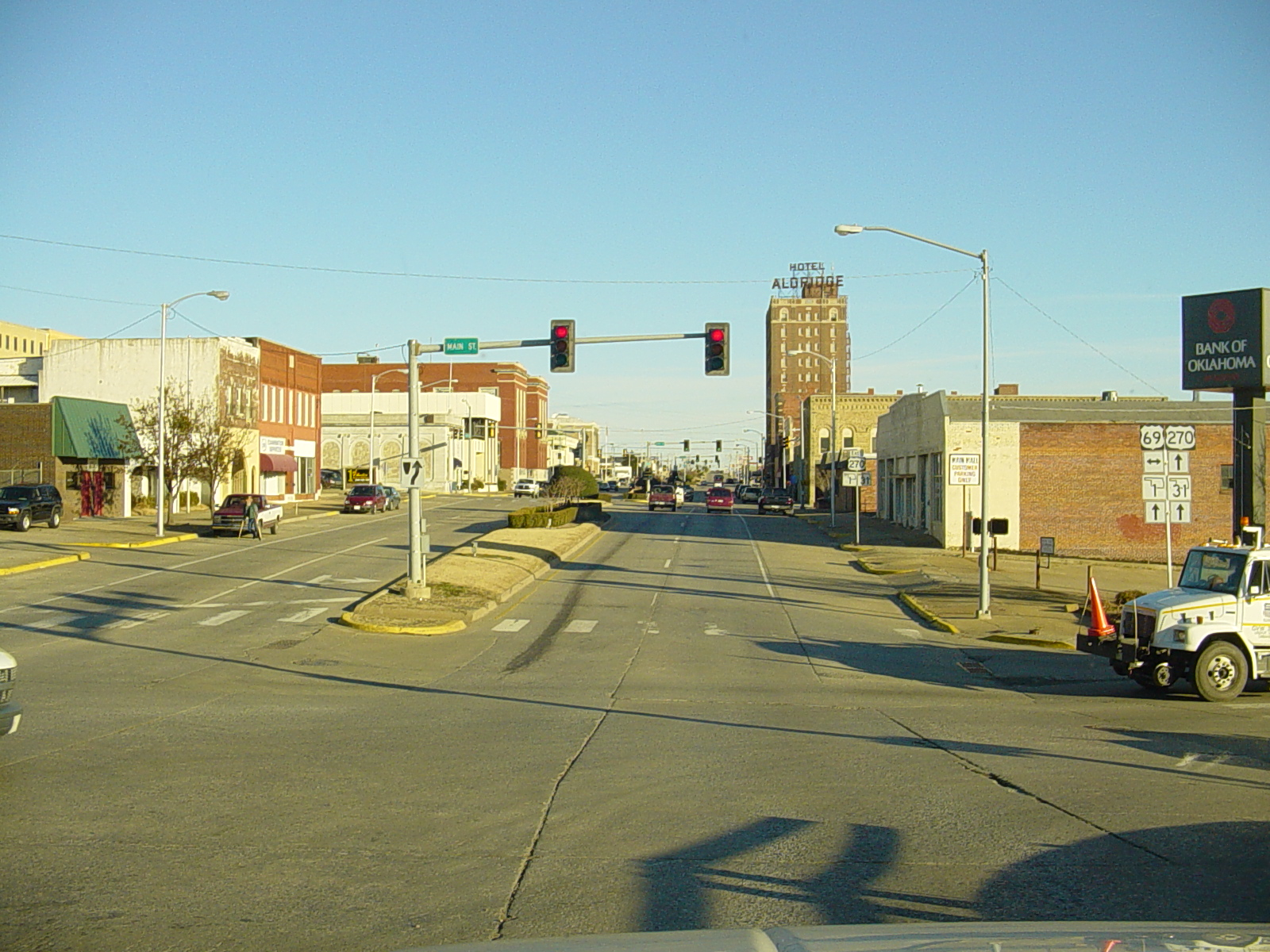
麦卡莱斯特